# Curití
Curití là một khu tự quản thuộc tỉnh Santander, Colombia. Thủ phủ của khu tự quản Curití đóng tại Curití Khu tự quản Curití có diện tích 238 ki lô mét vuông. Đến thời điểm ngày 28 tháng 5 năm 2005, khu tự quản Curití có dân số 9095 người.